# أوليغ كريفونوغوف
أوليغ كريفونوغوف (بالروسية: Олег Викторович Кривоногов؛ 27 يوليو 1938 - 7 مايو 2021) دبلوماسي سوفييتي وروسي. شغل مناصب دبلوماسية مختلفة من عام 1961 فصاعدًا، وكان سفيراً لروسيا في لوكسمبورغ بين عامي 1997 و2001.

## الحياة المهنية
ولد كريفونوغوف في 27 يوليو 1938 في موسكو، التي كانت آنذاك جزءًا من جمهورية روسيا الاتحادية الاشتراكية السوفياتية في الاتحاد السوفيتي. درس في معهد موسكو الحكومي للعلاقات الدولية، وتخرج عام 1961، والتحق بالسلك الدبلوماسي. كان أول منصب له في وزارة الخارجية كمساعد مناوب في السفارة السوفيتية في كمبوديا. عند عودته إلى الاتحاد السوفياتي في عام 1964 تم تعيينه سكرتيرًا ثالثًا لإدارة جنوب شرق آسيا بالوزارة، وشغل هذا المنصب حتى عام 1967 عندما أصبح السكرتير الثالث للبعثة الدائمة لاتحاد الجمهوريات الاشتراكية السوفياتية لدى مكتب الأمم المتحدة والمنظمات الدولية الأخرى في جنيف. تم إلحاقه بالمهمة حتى عام 1972، وخلال تلك الفترة تقدم إلى منصب السكرتير الثاني.
تم استدعاء كريفونوغوف إلى اتحاد الجمهوريات الاشتراكية السوفياتية في عام 1972، وأصبح السكرتير الأول والمستشار لإدارة المنظمات الاقتصادية الدولية بالوزارة. شغل هذا المنصب حتى عام 1978 عندما أصبح سكرتيرًا أول ومستشارًا في سفارة الاتحاد السوفيتي في فرنسا. بعد عودته إلى الاتحاد السوفياتي في عام 1983 كان منصبه التالي كرئيس لقطاع، ثم نائب رئيس القسم الأوروبي الأول في الوزارة. وأعقب هذا التعيين عودته إلى فرنسا كوزير مستشار في السفارة عام 1987. كان في المنصب أثناء تفكك الاتحاد السوفيتي عام 1991، ثم مثّل مصالح الاتحاد الروسي. خدم في هذا المنصب حتى عام 1993. عاد بعد ذلك إلى روسيا وفي عام 1994 عُين مديرًا للإدارة الأوروبية الأولى بوزارة الخارجية الروسية. في 10 نوفمبر 1995 تم تعيينه في رتبة دبلوماسية سفير فوق العادة ومفوض. وتبع ذلك تعيينه في 6 سبتمبر 1997 سفيراً لروسيا في لوكسمبورغ. شغل هذا المنصب حتى 9 نوفمبر 2001 حيث تقاعد.
خلال مسيرته المهنية مُنح كريفونوغوف ميدالية «من أجل عمل الشجاعة» وميدالية «إحياءً للذكرى 850 لموسكو». توفي كريفونوغوف في 7 مايو 2021. وصفه نعيه من قبل وزارة الخارجية الروسية بأنه «شخص ذكي ورائع، وقائد غير عادي، ودبلوماسي موهوب، ومحترف رائع، ومعلم ممتاز، ورفيق موثوق ومخلص».